# Rivière de la Mort
Pour les articles homonymes, voir Mort (homonymie).
La rivière de la Mort est un affluent de la rive ouest de la rivière Caniapiscau dont le courant se déverse successivement dans la rivière Koksoak, puis dans la baie d'Ungava. La rivière de la Mort coule vers le nord-est dans le territoire non organisé de la rivière-Koksoak, dans le Nunavik, dans la région administrative du Nord-du-Québec, au Québec, au Canada.

## Géographie
Les bassins versants voisins de la rivière de la Mort sont :
- côté nord : rivière Châteauguay (Nord-du-Québec) ;
- côté est : rivière Caniapiscau ;
- côté sud : rivière Beurling, rivière Pons, lac Pien ;
- côté ouest : rivière Pons, lac Pons.

Longue de 84,4 km, cette rivière de nature encaissée, est marquée par une forte dénivellation, générant de nombreux rapides. Son cours se dirige généralement vers l'est, en traversant plusieurs plans d'eau dans sa partie supérieure.
Un petit lac (longueur : 3,0 km ; altitude : 506 m) constitue la tête de la rivière de la Mort. Il est situé à l'est de la zone supérieure de la rivière Pons et à 2,3 km au sud-est du lac Pons. De là, la rivière de la Mort s'écoule sur :
- 3,4 km en faisant une boucle vers le nord, jusqu'à un lac (altitude : 501 m) en forme de Y que le courant traverse sur 5,0, entre les deux extrémités du nord ;
- 13,0 km vers le nord-est, jusqu'à une décharge (altitude : 405 m) venant du sud-ouest ;
- 7,9 km vers le nord-est (en faisant une boucle vers le nord), jusqu'à la rive ouest d'un lac (altitude : 365 m) formé par un élargissement de la rivière, que le courant traverse sur 6,9 km ;
- 2,5 km vers le nord-est, jusqu'à une décharge (altitude : 358 m) venant du nord ;
- 15,3 km vers l'est, jusqu'à une décharge (altitude : 295 m) venant du sud ;
- 9,8 km vers le nord, jusqu'à une décharge (altitude : 248 m) venant de l'ouest ;
- 10,4 km vers l'est, jusqu'à une décharge (altitude : 136 m) venant du sud-est ;
- 5,2 km vers le nord, jusqu'à une décharge (altitude : 100 m) venant de l'ouest ;
- 5,0 km vers le nord-est, jusqu'à une petite île au fond d'une baie (longue de 1,0 km ; altitude : 82 m) de la rive ouest du lac Cambrien.

Au terme de son parcours, la « rivière de la Mort » se déverse sur la rive ouest du lac Cambrien qui constitue un élargissement de la rivière Caniapiscau et qui a une largeur de 2,2 km à cet endroit. L'embouchure de la rivière de la Mort est situé à :
- environ 200 km au sud du village nordique de Kuujjuaq ;
- 5,6 km en aval de l'embouchure de la rivière Beurling ;
- 12,7 km en aval de l'embouchure de la rivière Pons ;
- 29,4 km en aval de l'embouchure de la rivière Sérigny ;
- 43,3 km en amont de l'embouchure de la rivière Châteauguay (Nord-du-Québec).

## Toponymie
Selon James White, l'origine de cet hydronyme proviendrait de la traduction du terme amérindien « tipa », sans autre précision. La carte du district d'Ungava incluse dans le neuvième rapport de la Commission de géographie du Canada (1911) désigne ce cours d'eau : « Death River ».
L'appellation française « R. de la Mort » figure sur la carte de la partie nord de la province de Québec, publiée en 1914 par le ministère des Terres et Forêts. En 1944, la Commission de géographie du Québec a officialisé le toponyme Rivière de la Mort.
Les Naskapis d'aujourd'hui la désignent « Wayustikw » ou « Wayustiku », signifiant la rivière grasse, alléguant que les poissons y sont bons et gras.
Le toponyme rivière de la Mort a été officialisé le 5 décembre 1968 par la Commission de toponymie du Québec.